# Antoine Snyders
Antoine Snyders (10 februari 1997) is een Belgische atleet, die gespecialiseerd is in de sprint. Hij veroverde drie Belgische titels.

## Biografie
Snyders werd in 2019 voor het eerst Belgisch indoorkampioen op de 200 m. Hij ging zijn tweelingbroer Camille vooraf. Hij nam dat jaar op de 4 x 100 m estafette deel aan de Europese kampioenschappen U23 te Gävle. Hij won met het Belgische team een bronzen medaille.
In 2023 veroverde Snyders ook outdoor een Belgische titel op de 200 m.
Snyders is aangesloten bij Waremme Athletic Club Oreye (WACO).

## Belgische kampioenschappen
Outdoor
| Onderdeel | Jaar |
| --------- | ---- |
| 200 m     | 2023 |

Indoor
| Onderdeel | Jaar |
| --------- | ---- |
| 60 m      | 2021 |
| 200 m     | 2019 |

## Persoonlijke records
Outdoor
| Onderdeel | Prestatie | Wind     | Datum           | Plaats             |
| --------- | --------- | -------- | --------------- | ------------------ |
| 100 m     | 10,29 s   | +1,5 m/s | 19 juni 2024    | Naimette-Xhovémont |
| 200 m     | 20,64 s   | -1,5 m/s | 9 augustus 2025 | Oordegem           |

Indoor
| Onderdeel | Prestatie | Datum           | Plaats           |
| --------- | --------- | --------------- | ---------------- |
| 60 m      | 6,74 s    | 27 januari 2024 | Louvain-la-Neuve |
| 200 m     | 21,05 s   | 27 januari 2024 | Louvain-la-Neuve |

## Palmares

### 60 m
- 2021:  BK indoor AC – 6,87 s

### 200 m
- 2019:  BK indoor AC – 21,32 s
- 2021:  BK indoor AC – 21,42 s
- 2023:  BK AC – 21,24 s
- 2024:  BK AC – 20,91 s
- 2025:  BK AC – 20,81 s

### 4 x 100 m
- 2019:  EK U23 te Gävle – 39,77 s
- 2024: 4e EK in Rome – 38,65 s (38,55 s (NR) in reeks)